# 제라 마리아노
제라 마리아노(Jarah Evelyn Makalapua Mariano, 1984년 11월 23일 ~ )는 미국의 모델이다. 그녀는 한국, 중국, 하와이 원주민의 후손으로, 하와이에서 태어나 4살 때 캘리포니아로 이주하였다. 2007년, 란제리 브랜드 빅토리아 시크릿에 아시아계 모델로는 처음 발탁되었다.